# Ivica Kralj
Ivica Kralj (cyryl. Ивица Краљ, wym. [iʋitsa kraʎ]; ur. 26 marca 1973 w Tivacie) – czarnogórski piłkarz grający na pozycji bramkarza.

## Kariera klubowa
Kralj pochodzi z małego czarnogórskiego miasta Tivat. W 1989 roku zaczął występować w jego barwach w trzeciej lidze jugosłowiańskiej. Na tym froncie rozgrywek grał do 1992 roku i wtedy też trafił do jednej z czołowych drużyn w kraju, Partizana Belgrad. Pierwszym bramkarzem klubu był jednak Goran Pandurović i Kralj nie miał szans na występy w pierwszej lidze. W 1993 roku wypożyczono go do FK Jastrebac Niš, a w sezonie 1994/1995 występował w Zvezdarze Belgrad. Następnie wrócił do Partizana i w końcu zadebiutował w rozgrywkach ligowych w sezonie 1995/1996. Osiągnął wówczas swój pierwszy sukces w karierze, kiedy wywalczył tytuł mistrza Jugosławii. Jesienią 1996 był już podstawowym golkiperem Partizana i stał się jednym z najlepszych bramkarzy w kraju. W 1997 roku znów został mistrzem kraju, a w 1998 zdobył Puchar Jugosławii.
Latem 1998 Kralj został sprzedany do portugalskiego FC Porto. W zespole prowadzonym przez Fernando Santosa bronił naprzemiennie z Vítorem Baíą oraz Ruiem Correią i jesienią zaliczył 7 spotkań. Wiosną wrócił do ojczyzny i został piłkarzem FK Radničkiego Kragujevac, a międzyczasie Porto zostało mistrzem Portugalii.
W 1999 roku Ivica znów postanowił spróbować swoich sił w zagranicznym zespole i skorzystał z oferty transferowej holenderskiego PSV Eindhoven. W PSV grał jednak równie mało co w Porto. Był rezerwowym dla Ronalda Waterreusa i zaliczył tylko 4 spotkania w Eredivisie mając tym samym mały udział w wywalczeniu mistrzostwa Holandii. W 2000 roku wypożyczono go do Partizana, z którym zdobył krajowy puchar. W 2001 wrócił do PSV, ale w ciągu dwóch lat wystąpił tylko w 3 meczach ligi holenderskiej.
W 2003 Kralj ponownie został zawodnikiem Partizana. Grał w wyjściowym składzie i wprowadził zespół do fazy grupowej Ligi Mistrzów. Do 2007 roku był pierwszym bramkarzem w klubie, a w 2005 został mistrzem Serbii i Czarnogóry. W połowie 2007 roku Ivica wyjechał do rosyjskiego FK Rostów, jednak przegrał rywalizację z Romanem Gerusem i Ilją Blizniukiem, a na koniec roku Rostów spadł do Pierwszej Dywizji.
| Sezon   | Klub                   | Kraj                | Rozgrywki     | Mecze | Bramki |
| ------- | ---------------------- | ------------------- | ------------- | ----- | ------ |
| 1989/90 | Arsenal Tivat          | Jugosławia          | Treća liga    | ?     | ?      |
| 1990/91 | Arsenal Tivat          | Jugosławia          | Treća liga    | ?     | ?      |
| 1991/92 | Arsenal Tivat          | Jugosławia          | Treća liga    | 25    | 0      |
| 1992/93 | FK Partizan            | Jugosławia          | Prva liga     | 0     | 0      |
| 1993/94 | FK Jastrebac Niš       | Jugosławia          | Srpska liga   | 13    | 0      |
| 1994/95 | Zvezdara Belgrad       | Jugosławia          | Srpska liga   | ?     | ?      |
| 1995/96 | FK Partizan            | Jugosławia          | Prva liga     | 13    | 0      |
| 1996/97 | FK Partizan            | Jugosławia          | Prva liga     | 30    | 0      |
| 1997/98 | FK Partizan            | Jugosławia          | Prva liga     | 26    | 0      |
| 1998/99 | FC Porto               | Portugalia          | Superliga     | 7     | 0      |
| 1998/99 | FK Radnički Kragujevac | Jugosławia          | Prva liga     | 3     | 0      |
| 1999/00 | PSV Eindhoven          | Holandia            | Eredivisie    | 4     | 0      |
| 2000/01 | FK Partizan            | Jugosławia          | Prva liga     | 6     | 0      |
| 2001/02 | PSV Eindhoven          | Holandia            | Eredivisie    | 3     | 0      |
| 2002/03 | PSV Eindhoven          | Holandia            | Eredivisie    | 0     | 0      |
| 2003/04 | FK Partizan            | Serbia i Czarnogóra | Prva liga     | 18    | 0      |
| 2004/05 | FK Partizan            | Serbia i Czarnogóra | Prva liga     | 23    | 0      |
| 2005/06 | FK Partizan            | Serbia i Czarnogóra | Prva liga     | 21    | 0      |
| 2006/07 | FK Partizan            | Serbia              | Super liga    | 12    | 0      |
| 2007    | FK Rostów              | Rosja               | Priemjer-Liga | 0     | 0      |
| 2008/09 | Spartak Trnawa         | Słowacja            | Superliga     | 13    | 0      |
| 2009/10 | Spartak Trnawa         | Słowacja            | Superliga     | 4     | 0      |

## Kariera reprezentacyjna
W reprezentacji Jugosławii Kralj zadebiutował 18 grudnia 1996 roku w wygranym 3:2 w Mar del Plata towarzyskim spotkaniu z Argentyną (w 90. minucie meczu zmienił Zvonko Milojevicia). W 1998 roku został powołany przez selekcjonera Slobodana Santrača do kadry na Mistrzostwa Świata we Francji, na których był podstawowym bramkarzem Jugosłowian. Wystąpił w grupowych spotkaniach z Iranem (1:0), Niemcami (2:2) oraz Stanami Zjednoczonymi (1:0), a także w 1/8 finału z Holandią (1:2). W 2000 roku był w drużynie „Plavich” na Euro 2000. Tam również grał w wyjściowej jedenastce, a jego dorobek to cztery spotkania: ze Słowenią (3:3), z Norwegią (1:0), z Hiszpanią (3:4) oraz w ćwierćfinale z Holandią (1:6). Ostatni mecz w kadrze narodowej rozegrał w 2001 roku przeciwko Słowenii (1:1) i było to zarazem jego 40. spotkanie w reprezentacji.